# Chaunacops melanostomus
Chaunacops melanostomus är en fiskart som först beskrevs av Caruso, 1989.  Chaunacops melanostomus ingår i släktet Chaunacops och familjen Chaunacidae. Inga underarter finns listade i Catalogue of Life.